# RPE65
RPE65 (англ. Retinal pigment epithelium-specific 65 kDa protein) — фермент клеток сетчатки глаза, участвующий в регенерации светочувствительного пигмента. Продукт гена человека RPE65.

## Функции
RPE65 локализуется на эпителии сетчатки. Это изомераза транс-ретинилового эфира, или — по катализируемой реакции — ретиноидизомергидролаза, участвует в превращении транс-ретинола в 11-цис-ретиналь в процессе фототрансдукции, который используется для регенерации светочувствительных клеток. Т. обр., это ключевой фермент ретиноидного цикла.

## Клиническое значение
Мутации гена RPE65 связаны с амаврозом Лебера 2-го типа, характеризующимся прогрессирующей атрофией и гибелью светочувствительных клеток сетчатки, приводящей к слепоте; мутации гена также связаны с retinitis pigmentosa.
Генно-инженерное введение гена в сетчатку больных приводит к улучшению зрения.